# مونيتاكا أوكي
مونيتاكا أوكي (باليابانية: 青木 崇高) مواليد 1980 ، هو ممثل ياباني. لعب دور شخصية ساغارا سانوسكي من روروني كنشين.

## الأعمال

### أفلام
- مسار الأفعى (2024)

## روابط خارجية
- مونيتاكا أوكي على موقع IMDb (الإنجليزية)
- مونيتاكا أوكي على موقع قاعدة بيانات الفيلم (الإنجليزية)
- مونيتاكا أوكي على موقع ANN person (الإنجليزية)